# 田村勝夫
田村 勝夫（たむら かつお、1929年2月6日 - 2008年1月28日）は、青森県出身の編集者、出版事業家。サイマル出版会創業者。

## 来歴
青森県中津軽郡東目屋村（現在の弘前市）の農家の生まれ。幼時から神童と呼ばれていたが、家庭の経済状態が原因で青森師範学校（現在の弘前大学教育学部）に進む。卒業後、1948年、青森県立小学校教員の辞令を振り切って上京。
教育者小原国芳の門を叩き、数か月間ここで書生生活を送った後、東京都文京区立汐見小学校に教師として赴任。教師生活の傍ら、民主主義科学者協会にて見田石介（みた・せきすけ）の下でマルクスやヘーゲルを学ぶ。石介の息子宗介の担任ともなり、大きな影響を与えた。1949年、レッドパージにより教壇を追われ、東大職員組合の書記になったが、過労から喀血して長野県の小諸療養所と東京都の清瀬病院に長期入院。結核療養の傍ら、医師の目を盗んで英語やロシア語を学ぶ。
1958年、東大法学部教授田中二郎の世話で弘文堂に入社。編集部長として猿谷要『アメリカの黒人』、竹中労『美空ひばり』、シオドア・ソレンセン『ケネディの道』などを刊行したが、1967年に会社が倒産（のち再建）。同年、サイマル出版会を設立。最初の刊行物「マクルーハン入門」がベストセラーになり、その後もデイビット・ハルバースタム『ベスト＆ブライテスト』『メディアの権力』などのベストセラーを刊行した。「名物編集長」として多くの書籍を出版したが、1997年11月、営業不振のため出版事業停止した。2008年、肝臓癌で死去。享年77。